# Groupe B des éliminatoires de la zone Europe de la Coupe du monde de football 2026
 (décembre 2024).
Si vous disposez d'ouvrages ou d'articles de référence ou si vous connaissez des sites web de qualité traitant du thème abordé ici, merci de compléter l'article en donnant les références utiles à sa vérifiabilité et en les liant à la section « Notes et références ».
Navigation
Groupe A Groupe C
Le groupe B de la zone Europe des éliminatoires de la Coupe du monde de football 2026 est l'un des douze groupes de la zone Europe des éliminatoires de la Coupe du monde, tournoi pour décider quelles équipes se qualifieront pour la phase finale de la Coupe du monde de football 2026 au Canada, Mexique et aux États-Unis. Le groupe B se compose de quatre équipes : la Suisse, la Suède, la Slovénie et le Kosovo.
La vainqueur du groupe se qualifie directement pour la phase finale de la Coupe du monde de football 2026, tandis que le deuxième passe par les barrages.

## Classement
| Rang | Équipe   | Pts | J | G | N | P | Bp | Bc | Diff |  | Résultats (▼ dom., ► ext.) |   |   |   |   |
| ---- | -------- | --- | - | - | - | - | -- | -- | ---- |  | -------------------------- | - | - | - | - |
| 1    | Suisse   | 0   | 0 | 0 | 0 | 0 | 0  | 0  | 0    |  | Suisse                     |   | - | - | - |
| 2    | Suède    | 0   | 0 | 0 | 0 | 0 | 0  | 0  | 0    |  | Suède                      | - |   | - | - |
| 3    | Slovénie | 0   | 0 | 0 | 0 | 0 | 0  | 0  | 0    |  | Slovénie                   | - | - |   | - |
| 4    | Kosovo   | 0   | 0 | 0 | 0 | 0 | 0  | 0  | 0    |  | Kosovo                     | - | - | - |   |

## Matchs
Le programme des rencontres est annoncé par l'UEFA le 13 décembre 2024, jour du tirage,.
Les heures sont en CEST et CET, selon la liste de l'UEFA (les heures locales, si différentes, sont entre parenthèses).
| 1re journée            | Slovénie | - | Suède |  |
| 5 septembre 2025 20h45 |          |   |       |  |

| 5 septembre 2025 | Suisse | - | Kosovo |  |
| 20h45            |        |   |        |  |

| 2e journée             | Kosovo | - | Suède |  |
| 8 septembre 2025 20h45 |        |   |       |  |

| 8 septembre 2025 | Suisse | - | Slovénie |  |
| 20h45            |        |   |          |  |

| 3e journée            | Kosovo | - | Slovénie |  |
| 10 octobre 2025 20h45 |        |   |          |  |

| 10 octobre 2025 | Suède | - | Suisse |  |
| 20h45           |       |   |        |  |

| 4e journée            | Slovénie | - | Suisse |  |
| 13 octobre 2025 20h45 |          |   |        |  |

| 13 octobre 2025 | Suède | - | Kosovo |  |
| 20h45           |       |   |        |  |

| 5e journée             | Slovénie | - | Kosovo |  |
| 15 novembre 2025 20h45 |          |   |        |  |

| 15 novembre 2025 | Suisse | - | Suède |  |
| 20h45            |        |   |       |  |

| 6e journée             | Kosovo | - | Suisse |  |
| 18 novembre 2025 20h45 |        |   |        |  |

| 18 novembre 2025 | Suède | - | Slovénie |  |
| 20h45            |       |   |          |  |

## Discipline
Un joueur est automatiquement suspendu pour le match suivant:
- S'il cumule deux avertissements (cartons jaunes) lors de deux matchs différents.
- S'il se voit décerner une exclusion de terrain (carton rouge).
  - En cas d’infraction grave, l’Instance de contrôle, d’éthique et de discipline de l'UEFA est habilitée à aggraver la sanction, y compris en l'étendant à d'autres compétitions.